# Pereion

Esquema corporal de um malacostráceo com todos os segmentos torácicos livres, de modo que o tórax e o pereion sejam equivalentes

Pereion, por vezes pereon, é a designação dada em anatomia dos decápodes ao tagma (região do corpo) dos crustáceos que inclui o conjunto de toracómeros (segmentos do tórax) não fundidos com a cabeça. Os segmentos que integram o pereion recebem a designação de pereiónitos ou pereiómeros e os seus apêndices denominam-se pereópodes.

## Descrição
Na descrição da anatomia dos decápodes, os termos «pereion» e «tórax» apresentam significado similar embora não sejam equivalentes pois os primeiros segmentos torácicos têm tendência a fundir-se com a cabeça. Considerando essa realidade, o termo pereion é reservado para o conjunto de segmentos livres do tórax.
Por exemplo, los malacostráceos apresentam um tórax formado por 8 segmentos ou toracómeros, dos quais, 0, 1, 2 ou 3 estão fundidos com a cabeça e os respectivos apêndices transformados em maxilípedes (patas com funções tróficas). Assim, apesar de todos os malacostráceos terem 8 segmentos torácicos, o seu pereion pode ter 8, 7, 6 ou 5 segmentos ou pereónitos.